# Абас I (цар Ташир-Дзорагета)
Абас I (*Աբաս, д/н — після 1145) — 5-й цар Ташир-Дзорагетського царства з 1089 до 1113 року.

## Життєпис
Походив з династії Кюрінянів. Молодший син царя Кюріке II. Після смерті останнього у 1089 році розділив Ташир-Дзорагетське царство зі старшим братом Давидом II. Разом з останнім намагався організувати оборону проти сельджуків султана Мухаммеда I. У 1111—1113 роках зазнав низки важких поразок, внаслідок чого втратив майже всю частку царства. Переніс резиденцію до фортеці Тавуш, де виникло Тавуське князівство.
Налагодив активну співпрацю з Албанською церквою, усіляко її підтримуючи й водночас сприяючи її вірменізації.[джерело не вказане 67 днів] відомо, що у 1139 році Абас I брав участь в обранні албанського католікоса Григор I. У 1145 році зазнав поразки від Ільдегізідів, переселившись до брата в Мацнаберді. Подальша доля невідома.